# 55-я параллель южной широты
55-я параллель южной широты — воображаемая линия, проходящая по поверхности южного полушария Земли. Расстояние до экватора — 6094 км., до Южного полюса — 3904 км. Продолжительность светового дня во время летнего солнцестояния составляет 17 часов и 22 минуты, во время зимнего — 7 часов и 10 минут.

## Проходит через
Начиная от Гринвичского меридиана на восток 55-я параллель южной широты проходит через Чили и Аргентину:
| Координаты                 | Страна, территория или море | Примечания |
| -------------------------- | --------------------------- | --- |
| 55°00′ ю. ш. 0°00′ з. д.   | Атлантический океан         | |
| 55°00′ ю. ш. 20°00′ в. д.  | Индийский океан             | |
| 55°00′ ю. ш. 147°00′ в. д. | Тихий океан                 | чуть южнее о-ва Маккуори Австралия |
| 55°00′ ю. ш. 71°14′ з. д.  | Чили                        | Через о-ва Гилберт, Лондондерри, Лондон, Томпсон, Гордон, Осте, Наварино и Пиктон                                                                |
| 55°00′ ю. ш. 67°00′ з. д.  | Пролив Бигля                | |
| 55°00′ ю. ш. 66°42′ з. д.  | Аргентина                   | Через о-в Огненная Земля |
| 55°00′ ю. ш. 66°23′ з. д.  | Атлантический океан         | Чуть южнее о-ва Эстадос Аргентина · Чуть южнее о-ва Южная Георгия Южная Георгия и Южные Сандвичевы Острова (территориальные претензии Аргентины) |